# Karim Fegrouche
Karim Fegrouche (en arabe : كريم فكروش), (né le 14 février 1982 à Fès, Maroc) est un footballeur international marocain, qui évolue au poste de gardien de but.

## Sélections en équipe nationale
| Caps | Date       | Match              | Lieu     | Score | Compétition |
| 1    | 20/08/2008 | Maroc - Bénin      | Rabat    | 3 - 1 | Amical      |
| 2    | 31/03/2009 | Angola - Maroc     | Lisbonne | 0 - 2 | Amical      |
| 3    | 23/05/2014 | Mozambique - Maroc | Faro     | 0 - 4 | Amical      |
| 4    | 06/06/2014 | Russie – Maroc     | Moscou   | 2 - 0 | Amical      |
| ---- | ---------- | ------------------ | -------- | ----- | ----------- |

## Carrière
- 2003 - 2007 :  Maghreb de Fès
- 2007 - 2011 :  Wydad de Casablanca
- 2011 - 2013 :  PAS Giannina
- 2013 - 2015 :  AEL Limassol
- 2015 -  :  FAR de Rabat[1]

## Palmarès
Maghreb de Fès
- Championnat du Maroc de D2
  - Champion en 2006

 Wydad de Casablanca
- Arabian champions league
  - Finaliste en 2008 et 2009
- Championnat du Maroc
  - Champion en 2010

 AEL Limassol
- Championnat de Chypre
  - Vice-Champion en 2014